# ساو سيباستياو دو أويستي
ساو سيباستياو دو أويستي بلدية في ولاية ميناس جيرايس في المنطقة الجنوبية الشرقية من البرازيل.